# Departamento La Caldera
Das Departamento La Caldera ist eine von 23 Verwaltungseinheiten der Provinz Salta im Nordwesten Argentiniens. Es liegt im Norden der Provinz Salta und grenzt im Norden an die Provinz Jujuy, im Osten an das Departamento General Güemes, im Süden an das Departamento Capital und im Westen an das Departamento Rosario de Lerma. Die Hauptstadt des Departamentos ist das gleichnamige La Caldera. 

## Geografie
Das Departamento La Caldera liegt im Norden des Valle de Lerma und ist sehr gebirgig. Im äußersten Nordwesten befinden sich die höchsten Berge: Der Cerro Negro mit ca. 5.000 m Höhe, der Cerro Matadero und der Cerro Chapeau. Mehr zum Zentrum hin liegen die Cerros Alfo, Yaretas und Capanario und im Zentrum des Departamento der Cerro Pajas Blancas oder Cerro San Alejo. An der Grenze nach Süden befinden sich die Sierra Vaqueros und der Cerro Pacará. Auf der Ostseite des Valle de Siancas, das in Nord-Süd-Richtung entlang der Ruta Nacional 9 verläuft, liegen auf der Ostseite die Bergspitzen des Gallinato, des Cerro Velazco und des Cerro Pelado. Im äußersten Nordosten ragen der Cuchilla de la Trampa und der Loma Pelada empor. An der östlichen Grenze des Departamento befindet sich der Morro de la Despensa, Los Peñones, Mesada del Aserradero, Monte Paraíso und die Sierras de Santa Gertrudis.
Der größte Wasserlauf des Departamentos ist der von Norden nach Süden fließende Río La Caldera mit seinen Zuflüssen: Arroyo Pajarito, Río Santa Rufina, Río San Alejo und Río Wierna. Nach dem Zusammenfluss mit dem Río Wierna übernimmt der Río La Caldera dessen Namen bis zum Einmünden in den Río Vaqueros, wo beide unter dem Namen Río Mojotoro weiterfließen. Die Zuflüsse des Río Vaqueros sind der Río Lesser und der Arroyo Castellanos. 
Im Osten des Departamentos befinden sich der Río de las Pavas, Arroyo de los Porongos, Cañada del Tigre, Arroyo de los Matos und Arroyo del Gallinato. Im Norden wird der Río La Caldera zum Stausee Campo Alegre aufgestaut.

## Städte und Gemeinden
Das Departamento La Caldera ist in folgende Gemeinden (Municipios) aufgeteilt:
- La Caldera
- Vaqueros

## Wirtschaft
Die Landwirtschaft produziert in erster Linie Tabak der Sorte Virginia, gefolgt von Mais, Hafer, Gerste, grünen Erbsen, Futterpflanzen, Kürbissen, Tomaten und anderem Gemüse. Die Viehwirtschaft umfasst die Produktion von Rindern, Schafen, Schweinen, Ziegen und Pferden. In der Forstwirtschaft gibt es Zedern, Walnussgewächse, Kiefern und Weiden. Blei, Silber und Zink sind die Bergbauvorkommen des Departamentos.